# Boksen op de Olympische Zomerspelen 1924
Boksen is een van de sporten die beoefend werden tijdens de Olympische Zomerspelen 1924 in Parijs.

## Heren
Uitslagen per gewichtsklasse: 

### vlieggewicht (tot 50.80 kg)
| rang   | sporter              | land |
| ------ | -------------------- | ---- |
| Goud   | Fidel LaBarba        | USA  |
| Zilver | James McKenzie       | GBR  |
| Brons  | Raymond Fee          | USA  |
| 4      | Rinaldo Castellenghi | ITA  |
| 5      | Oscar Bergström      | SWE  |
| 5      | Ruperto Biete Berdes | ESP  |
| 5      | John MacGregor       | CAN  |
| 5      | Stephen Rennie       | CAN  |

### bantamgewicht (tot 53.52 kg)
| rang   | sporter           | land |
| ------ | ----------------- | ---- |
| Goud   | William Smith     | RSA  |
| Zilver | Salvatore Tripoli | USA  |
| Brons  | Jean Ces          | FRA  |
| 4      | Oscar Andrén      | SWE  |
| 5      | Albert Barber     | GBR  |
| 5      | Antonio Sánchez   | ESP  |
| 5      | Jacques Lemouton  | FRA  |
| 5      | Benito Pertuzzo   | ARG  |

### vedergewicht (tot 57.15 kg)
| rang   | sporter                | land |
| ------ | ---------------------- | ---- |
| Goud   | Jackie Fields          | USA  |
| Zilver | Joseph Salas           | USA  |
| Brons  | Pedro Quartucci        | ARG  |
| 4      | Jean Devergnies        | BEL  |
| 5      | Carlos Abarca González | CHI  |
| 5      | Marcel Depont          | FRA  |
| 5      | Harry Dingley          | GBR  |
| 5      | Bruno Petrarca         | ITA  |

### lichtgewicht (tot 61.24 kg)
| rang   | sporter             | land |
| ------ | ------------------- | ---- |
| Goud   | Hans Jacob Nielsen  | DEN  |
| Zilver | Alfredo Copello     | ARG  |
| Brons  | Frederick Boylstein | USA  |
| 4      | Jean Tholey         | FRA  |
| 5      | Richard Beland      | RSA  |
| 5      | Alfred Genon        | BEL  |
| 5      | Haakon Hansen       | NOR  |
| 5      | Benjamin Rothwell   | USA  |

### weltergewicht (tot 66.68 kg)
| rang   | sporter         | land |
| ------ | --------------- | ---- |
| Goud   | Jean Delarge    | BEL  |
| Zilver | Héctor Méndez   | ARG  |
| Brons  | Douglas Lewis   | CAN  |
| 4      | Patrick Dwyer   | IRL  |
| 5      | Hugh Haggerty   | USA  |
| 5      | Roy Ingram      | RSA  |
| 5      | Al Mello        | USA  |
| 5      | Teodor Stauffer | SUI  |

### middengewicht (tot 72.57 kg)
| rang   | sporter              | land |
| ------ | -------------------- | ---- |
| Goud   | Harry Mallin         | GBR  |
| Zilver | John Elliott         | GBR  |
| Brons  | Joseph Beecken       | BEL  |
| 4      | Leslie Black         | CAN  |
| 5      | Roger Brousse        | FRA  |
| 5      | Daniel Daney         | FRA  |
| 5      | Harry Henning        | CAN  |
| 5      | William James Murphy | IRL  |

### halfzwaargewicht (tot 79.38 kg)
| rang   | sporter           | land |
| ------ | ----------------- | ---- |
| Goud   | Harry Mitchell    | GBR  |
| Zilver | Thyge Petersen    | DEN  |
| Brons  | Sverre Sørsdal    | NOR  |
| 4      | Carlo Saraudi     | ITA  |
| 5      | John Courtis      | GBR  |
| 5      | Thomas Kirby      | USA  |
| 5      | George Mulholland | USA  |
| 5      | Georges Rossignon | FRA  |

### zwaargewicht (boven 79.38 kg)
| rang   | sporter            | land |
| ------ | ------------------ | ---- |
| Goud   | Otto von Porat     | NOR  |
| Zilver | Søren Petersen     | DEN  |
| Brons  | Alfredo Porzio     | ARG  |
| 4      | Henk de Best       | NED  |
| 5      | Ricardo Bertazzolo | ITA  |
| 5      | Arthur Clifton     | GBR  |
| 5      | Edward Greathouse  | USA  |
| 5      | Robert Larsen      | DEN  |

## Medaillespiegel
| rang   | land             | goud | zilver | brons | totaal |
| ------ | ---------------- | ---- | ------ | ----- | ------ |
| 1      | Verenigde Staten | 2    | 2      | 2     | 6      |
| 2      | Groot-Brittannië | 2    | 2      | 0     | 4      |
| 3      | Denemarken       | 1    | 2      | 0     | 3      |
| 4      | België           | 1    | 0      | 1     | 2      |
| 4      | Noorwegen        | 1    | 0      | 1     | 2      |
| 6      | Zuid-Afrika      | 1    | 0      | 0     | 1      |
| 7      | Argentinië       | 0    | 2      | 2     | 4      |
| 8      | Canada           | 0    | 0      | 1     | 1      |
| 8      | Frankrijk        | 0    | 0      | 1     | 1      |
| totaal | totaal           | 8    | 8      | 8     | 24     |